# José Miguel Cubero
José Miguel Cubero Loría [Chosé Migel Kubero Loríja] (* 14. února 1987) je kostarický fotbalový záložník a reprezentant, který hraje za kostarický klub Blackpool FC. Účastník Mistrovství světa 2014 v Brazílii.

Mimo Kostariky hrál v Anglii.

## Klubová kariéra
Cubero začínal v profesionálním fotbale v kostarickém celku CS Herediano. Od července do prosince 2009 hostoval v jiném kostarickém klubu Puntarenas FC.
V červenci 2014 podepsal roční smlouvu s opcí na prodloužení o dalších 12 měsíců s anglickým klubem Blackpool FC.

## Reprezentační kariéra
José Cubero debutoval v národním A-týmu Kostariky v roce 2010.
Kolumbijský trenér Kostariky Jorge Luis Pinto jej vzal na Mistrovství světa 2014 v Brazílii. Kostarika se v těžké základní skupině D s favorizovanými celky Uruguaye (výhra 3:1), Itálie (výhra 1:0) a Anglie (remíza 0:0) kvalifikovala se sedmi body z prvního místa do osmifinále proti Řecku, které vyřadila v penaltovém rozstřelu. Ve čtvrtfinále s Nizozemskem (0:0, 3:4 na penalty) došlo opět na penaltový rozstřel, Kostarika byla vyřazena, i tak dosáhla postupem do čtvrtfinále svého historického maxima.